# Otto von Faber du Faur

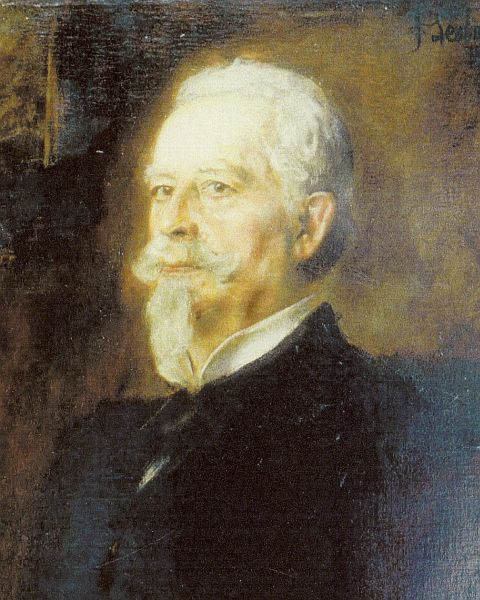
Porträt Otto von Faber du Faurs von Franz von Lenbach in München gemalt.

Adolph Eduard Otto von Faber du Faur (* 3. Juni 1828 in Ludwigsburg; † 10. August 1901 in München) war ein württembergischer Offizier und Maler, der vor allem für seine virtuosen Schlachtendarstellungen bekannt ist. Seine Arbeiten bilden eine Synthese aus impressionistischem und expressionistischem Schaffen.

## Herkunft
Otto von Faber du Faur war der Sohn des württembergischen Generalmajors und Schlachtenmalers Christian Wilhelm von Faber du Faur (1780–1857) und dessen Ehefrau Magarethe, geborene von Hierlinger (1788–1846).

## Leben

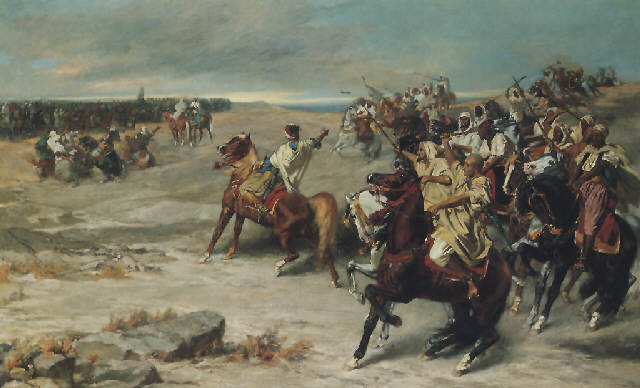
Fantasia (1883)

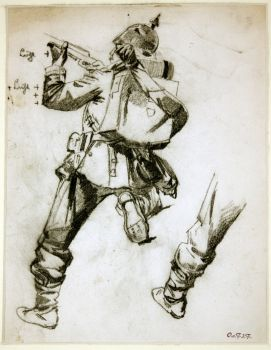
Soldatenstudie, Privatsammlung

Erste Zeichenanregungen erhielt Faber du Faur durch seinen Vater. Nach Absolvierung seiner Schulzeit trat Faber du Faur in die Württembergische Armee ein. Durch seinen Vater hatte er die Bekanntschaft mit dem Münchner Historienmaler Alexander von Kotzebue gemacht und wurde 1851 für sechs Monate sein Schüler. 1852 erhielt er einen einjährigen Sonderurlaub sowie ein Stipendium des Württembergischen Königshauses, um sich in Paris im Atelier von Adolphe Yvon in der Schlachtenmalerei weiterzubilden. Hier begeisterte er sich jedoch für Maler wie Géricault, Decamps und besonders für Eugène Delacroix, mit dem er in späteren Jahren auch des Öfteren verglichen wurde.
Nach seiner Rückkehr wurde er Adjutant des Kommandeurs der württembergischen Kavalleriedivision Prinz Herrmann von Sachsen-Weimar und erhielt auch weiterhin ausreichende Möglichkeiten, sich an der Stuttgarter Kunstschule weiterzubilden.

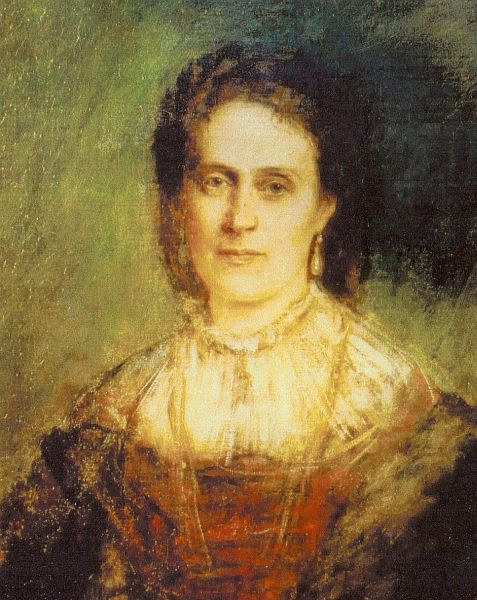
Marie Benedict gemalt von Franz von Lenbach

Es folgten weitere Studienreisen nach Paris, die ihn mit Gustave Courbet, Théodore Rousseau und vor allem Adolphe Monticelli vertraut machten.
1866 diente er als Rittmeister im Deutschen Krieg. Im darauffolgenden Jahr nahm er seinen Abschied und tauschte endgültig die zumindest finanziell sichere Offizierslaufbahn gegen den unsicheren Künstlerberuf, wobei er eine mittlerweile neunköpfige Familie zu ernähren hatte. 1869 trat er (vielleicht nur auf Wunsch des württembergischen Königshauses) in das damals führende Lehratelier des Historienmalers Karl von Pilotys an der Akademie der Bildenden Künste in München ein. 1876 wurde Faber du Faur das Ehrenritterkreuz des Ordens der Württembergischen Krone verliehen.
In den siebziger Jahren entstanden dann im Auftrag der Königlichen Gemäldesammlung in Stuttgart mehrere großformatige Gemälde, welche seinen Ruf als bedeutendster deutscher Schlachtenmaler begründeten. Doch bereits das 1881 entstandene Gemälde Schlacht bei Coeilly rief eine Reihe von Kritikern auf den Plan, welche eine gewissenhafte Durcharbeitung vermissten (Dem Kunsthistoriker Heinrich Theodor Musper erschien der Hintergrund wie eine Vorahnung von Cézanne).
Der außerordentliche Erfolg, den das Panorama der Belagerung von Paris während der Pariser Weltausstellung von 1878 erzielte, gab den Anstoß zu einer ganzen Reihe von Panoramen, die nach und nach in den verschiedensten Großstädten gemalt und gezeigt wurden. Ab 1881 entstand im Auftrag der Stadt Hamburg und gemeinsam mit Carl von Häberlin und Robert von Haug (1857–1922) das monumentale Rundgemälde der Schlacht bei Wörth und 1883 eine Episode aus dem Kampf der Bayern in Bazeilles.
Wohl auf Anregung Häberlins, der bereits 1880 eine Studienreise nach Tunis unternommen hatte, reiste Faber du Faur 1883 für ein halbes Jahr nach Marokko. Diese Reise hatte großen Einfluss auf die weitere künstlerische Entwicklung. Fasziniert von der Helligkeit des afrikanischen Sommerlichts, der Wüstenlandschaft und den beduinischen Reiterstämmen, entwickelte er einen freien, expressiven Kolorismus. Die eigentlichen Themen waren für ihn nur noch ein Vorwand für die Darstellung von Farbeffekten. 1895 folgten weitere Reisen nach Spanien.
Je weiter sich Faber du Faur entwickelte, desto mehr geriet er in Isolation und wurde von seinen früheren Auftraggebern gemieden. Er rang um Anerkennung, aber sowohl die offiziellen Künstlerkreise – damals noch dem Naturalismus verhaftet – wie auch das Publikum konnten ihm nicht mehr folgen. Völlig unverstanden und isoliert starb er am 10. August 1901 in München.

### Familie
Faber du Faur heiratete am 1. Mai 1855 in Stuttgart die Bankiers- und Verlegertochter Marie Benedict (1834–1907). Das Paar hatte mehrere Kinder:
- Eberhard (1856–1895), preußischer Rittmeister

⚭ 6. Oktober 1886 Armgard Gans zu Putlitz (1865–1887)
⚭ 3. Dezember 1890 Luise Freiin von Harsdorf und Enderndorf (1866–1929), Eltern von Armgard von Faber du Faur (1894–1977) und Irmgard von Faber du Faur (1894–1955)
- Alexander (1857–1937), Generalkonsul a. D. ⚭ 1886 Clara von Ranke (* 1860)
- Maria (* 1859) ⚭ Theodor von Zwehl (1849–1915), bayerischer General der Infanterie
- Hans (1863–1940), deutscher Maler ⚭ 1893 Sophie von Ranke (1864–1917)
- Otto (1867–1932), bayerischer Oberst a. D. ⚭ 1901 Frieda von Küchler (* 1880), Schwester von Georg von Küchler
- Hermann (* 1872), bayerischer Oberstleutnant a. D. ⚭ 1902 Martha Freiin von Podewils (1874–1941)

### Nachleben
Der endgültige Durchbruch gelang ihm gewissermaßen erst zwanzig Jahre nach seinem Tode, als der Expressionismus den Expressionisten Faber du Faur einholte. Einer jüngeren, am Impressionismus gereiften und farbig sensibler empfindenden Generation, erschloss sich die hohe Qualität seiner Malerei. Postum ehrte man Faber du Faur im Jahre 1903, als auf der Biennale in Venedig vier seiner Werke (Halt, Maurische Musikkorps zu Pferd, Auftritt der Sieger und Auf der Jagd) gezeigt wurden. 1927 fand in der Nationalgalerie Berlin die letzte große Ausstellung (160 seiner Gemälde) statt. Mit der Machtergreifung der Nationalsozialisten verschwanden seine Werke in den Depots der Museen und nur an den Maler „großformatiger Schlachtengemälde“ konnte man sich in den nächsten Jahrzehnten noch vage erinnern.
Im Herbst 2002 fand in der Galerie im Helferhaus in Backnang nach langer Zeit wieder eine Ausstellung mit Werken Otto von Faber du Faurs statt.

## Malstil
Während der Studienjahre wendet Faber du Faur sich dem Historienbild zu und avanciert zum bedeutendsten Schlachtenmaler. Zentrale Themen sind die Napoleon Kriege und die selbst erlebten militärischen Auseinandersetzungen am Ende des 19. Jahrhunderts. Nach der Marokko-Reise malte er auch zahlreiche Szenen des orientalischen Lebens. Seine Werke zeichnen sich durch ihre dynamische Komposition, dramatischen Gestik der Figuren und eine kontrastreiche Farbgebung aus. In der Malweise orientiert er sich an den großen Koloristen der französischen Spätromantik. Der orientalische Themenkreis ist für seine Spätphase charakteristisch. Auch als Orientmaler widmet er sich bevorzugt Reiterszenen. Im Spätwerk wird die virtuos aufgetragene Farbe zum wichtigsten Ausdrucksmittel, hinter dem die Bildinhalte bisweilen zurücktreten.

## Werke (Auswahl)
- Die Flucht des Winterkönigs Friedrich V. von der Pfalz nach der Schlacht am Weißen Berge. (verschollen), Öl/Leinwand, Kunstverein Barmen, Barmen.
- Attacke des Dragoner-Regiments Nr. 5 bei Artenay 10. Oktober 1870. o. J.; Öl auf Leinwand, 71,5 × 150,5 cm, Bayerisches Armeemuseum, Ingolstadt.
- Französische Infanterie., Öl/Pappe, um 1892/94, Nationalgalerie, Berlin.
- Die Hl. Drei Könige. Öl/Leinwand, 1876 (im Zweiten Weltkrieg verloren), Nationalgalerie, Berlin.
- 4 Panorama-Vorstudien. Öl/Leinwand, 1881, Bayerisches Armee Museum, Ingolstadt
- Ziehende Pferde. Öl/Leinwand, 1879, Neue Pinakothek, München.
- Auffahrende Artillerie. Öl/Pappe, um 1897, Neue Pinakothek, München.
- Trümmer der Großen Armee. 1812, Öl/Pappe, 1901(unvoll.), Neue Pinakothek, München.
- Arabischer Reiter. Öl/Pappe, nach 1883, Lenbachhaus, München.
- Truppenrevue. Öl/Pappe, Lenbachhaus, München.
- Ungarische Pferdeherde. Öl/Leinwand, nach 1883, Lenbachhaus, München.
- Beduine mit Pferd. Öl/Leinwand, 1890er Jahre, Staatsgalerie, Regensburg.
- Araber mit Fahne. Öl/Leinwand, Kunstmuseum Stuttgart, Stuttgart.
- Mazeppa. Gouache, um 1880, Kunstmuseum Stuttgart, Stuttgart.
- Mohr mit Pferd. Öl/Holz, um 1890, Kunstmuseum Stuttgart, Stuttgart.
- Napoleons Rückzug aus Rußland. Öl/Leinwand, Kunstmuseum Stuttgart.
- Pferde am Waldrand. Öl/Leinwand, Kunstmuseum Stuttgart.
- Reiter. Öl/Leinwand, um 1890, Kunstmuseum Stuttgart, Stuttgart.
- Die Schlacht bei Champigny. Öl/Leinwand, 1876, Staatsgalerie, Stuttgart.
- Die Württemberger bei Coeuilly. Öl/Leinwand, 1881, Staatsgalerie, Stuttgart.
- Ambulanz bei einem Barrikadenkampf. Öl/Leinwand, 1883, Staatsgalerie, Stuttgart.
- Ungarische Zugpferde. Öl/Leinwand, Staatsgalerie, Stuttgart.
- Drei Araber zu Pferde. Öl/Pappe, Staatsgalerie, Stuttgart.
- Ophelia. Öl/Leinwand, (1945 verbrannt), ehemals Staatsgalerie, Stuttgart.
- Französische Artillerie. 1877, (1945 verbrannt), ehemals Staatsgalerie, Stuttgart.
- Rückkehr vom Rußlandzug. Öl/Leinwand, Civico Museo Revoltella – Galleria d’Arte Moderna, Triest.
- Schlacht um Vionville. Öl/Leinwand, um 1886, Museum Nuss, Weinstadt-Strümpfelbach.

Der Briefwechsel mit seinem Malerfreund Carl von Häberlin befindet sich in der Württembergischen Landesbibliothek in Stuttgart.

## Zitate
„Nicht sorgfältiges Arbeiten am Detail reizte ihn, sondern die Reize selbst die sich, beim Schauen darboten. Dabei ging er vom Impressionismus allzu schnell zum Expressionismus über, ja er nahm in mancher Hinsicht diese Periode der Malerei vorweg.“